# Torsten Schlosser

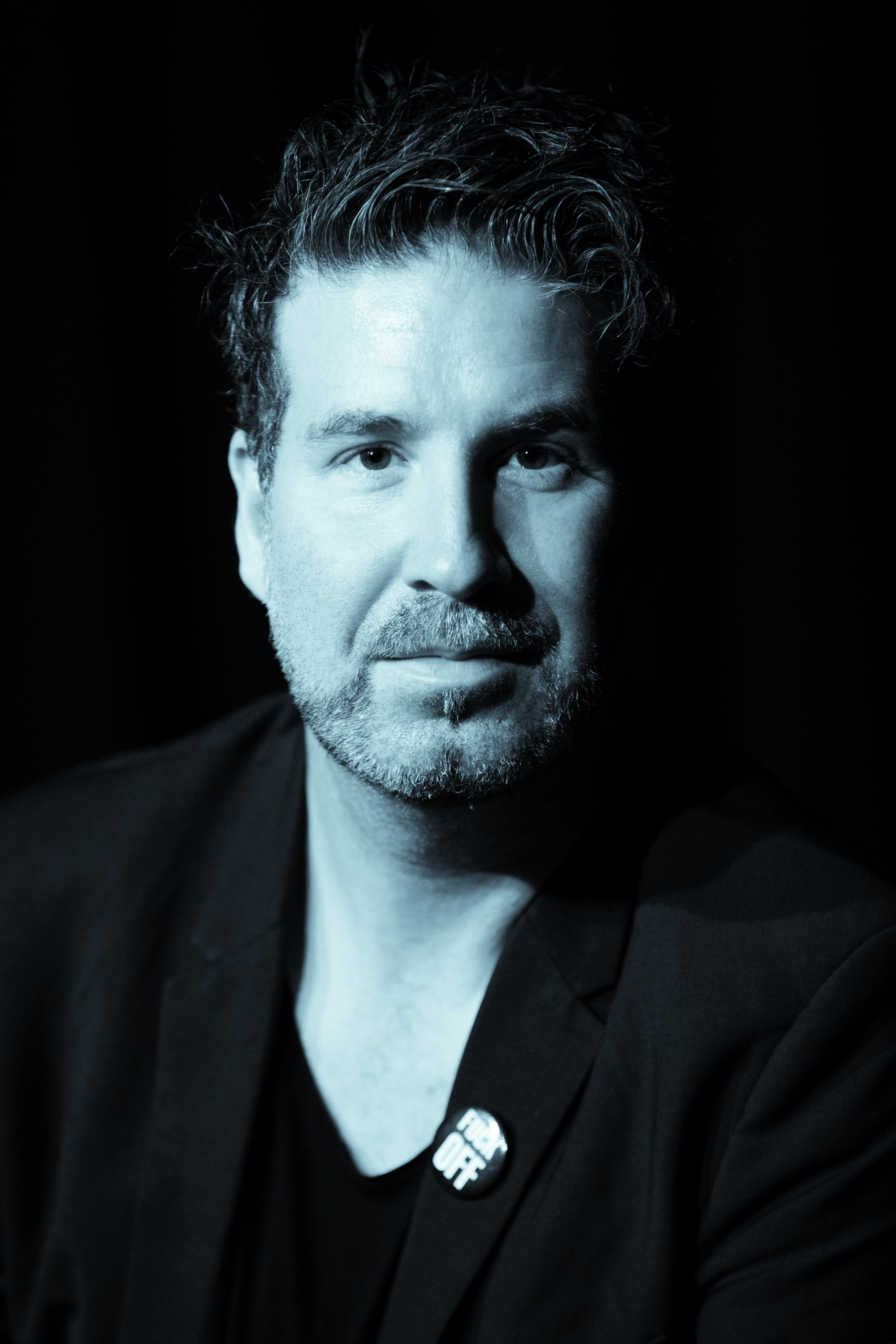
Torsten Schlosser 2021

Torsten Schlosser (* 30. August 1980 in Leverkusen) ist ein deutscher Komiker und Moderator.

## Werdegang
Torsten Schlosser trat 2008 zum ersten Mal öffentlich auf. Er gehört zum Stamm-Ensemble der Köln-Ehrenfelder Kabarett-Reihe Escht Kabarett und ist dort mit seiner Bühnen-Kolumne Schluss mit Schlosser in jeder Ausgabe zu sehen. Er nahm am NDR Comedy Contest teil und war 2017 mit einem Gastauftritt in den Mitternachtsspitzen (WDR) zu sehen. Außerdem ist er regelmäßiger Gast in den Live-Shows des Quatsch Comedy Club. Sein Auftritt bei der Eröffnungsshow des Köln Comedy Festivals 2018 wurde von WDR 5 ausgestrahlt. Er moderiert die Leverkusener Ausgabe der von Gerd Buurmann kreierten Kleinkunstshow Kunst gegen Bares.  
Torsten Schlosser ist seit Januar 2021 Mitbetreiber des Kölner Atelier Theaters und lebt in Köln. 

## Kabarettprogramme
- Ich bin kurz davor, dieses Programm abzubrechen (2013–2017)
- Ich hab die Schnauze voll (seit 2017)[4]
- Schluss mit Schlosser – Jahresrückblick 2018 (2017–2018)
- Schluss mit Schlosser – Jahresrückblick 2019 (2020)

## Auszeichnungen
- Quatsch Talentschmiede – Jahresfinale 2015 (2. Platz)
- Rostocker Koggenzieher 2016 (Bronze)[5]
- Fränkischer Kabarettpreis 2016 (3. Platz)[6]
- Stuttgarter Besen 2019 (Hölzerner Besen)[7]

## TV
- NRD Comedy Contest (NDR Fernsehen / S11, F4 / 20.11.2015)[8]
- Mitternachtsspitzen (WDR Fernsehen / 10.06.2017)
- Quatsch Comedy Club (Sky Comedy / S3, F15 / 19.03.2020)[9]
- Das große Kleinkunstfestival 2020 (rbb Fernsehen / 12.09.2020)[10]
- Quatsch Comedy Club (Sky Comedy / S5, F11, 03.03.2022)[11]